# Harlette Hayem
Harlette Hayem es una escritora de poesía francesa.

## Biografía
Harlette Hayem nació en París el 6 de octubre de 1881 y fue ahijada de Jules Barbey d'Aurevilly, escritor francés. Se casó en 1903 con Fernand Gregh, poeta y crítico literario, con el que tuvo dos hijos, François-Didier Gregh (1906) y Geneviève Gregh (primera esposa de Maurice Druon, escritor y hombre de política). Vivieron en Passy, en la aldea de Boulainvilliers, donde recibían artistas, escritores y figuras políticas.
Sus primeros escritos aparecieron en diciembre de 1905, en la Revista de París. Al principio, ella firmaba con su nombre, pero, cuando se casó, adoptó el nombre de su marido y empezó a firmar como Mme Fernand Gregh. Por otro lado, hay diversos artículos de crítica firmados bajo el pseudónimo Henry Chalgrain; en prensa, usó el pseudónimo Claude Ascain, que se le atribuyó, erróneamente, en novelas policíacas. Bajo este último pseudónimo, Mme Fernand Gregh colaboró en Figaro, en las Lettres, en la Illustration, en la Revue de Paris, etc.
Fue miembro jurado del Premio Fémina y condecorada con la Legión de Honor al rango de caballero. En 1908, recibió el premio Archon-Despérouses, premio anual francés de poesía creado en 1834. 
Murió el 16 de junio de 1958, a los 76 años, y descansa en el cementerio de Thomery junto a su esposo.

## Obras
Sus poemas son serios, pero cercanos. Ella muestra un alma sensible y familiar, libre de todo romanticismo y sin desbordamiento lírico. Algunas de sus obras son:
- Jeunesse, poemas, ed. Sansot, 1907. Obra coronada por la Academia francesa.
- Vertige de New York (Sociedad francesa de ediciones literarias y técnicas, 1935). Con esta obra, recibió el premio Ralph Beaver Strassburger.
- Invocation (poema).